# Caracol (parroquia)
Caracol es una parroquia rural del cantón Babahoyo de la provincia de Los Ríos en el Ecuador. Tiene una población de 5.426 habitantes.
Sus recintos son: Cañaveral de afuera, San Vicente, Nueva Fortuna, Cañaveral de adentro, Playas de Ojivo, La Uva, San Pedro, Bodeguita.

## Toponimia
El nombre de Caracol, se piensa que tiene su origen en el nombre de la Tribu de las Caras, también se cree que puede ser por la caprichosa forma de un caracol que tiene su principal río.

## Historia
Es una de las más antiguas poblaciones riosenses. Quizá como Ojivar, fue asiento de alguna parcialidad indígena de las que los españoles encontraron situadas al tiempo de su vuelta por estas tierras: Los Ojivas, como dice algunos. Tiene una población de 5.226 habitantes.
En 1838 se elevó esta población a la categoría de parroquia eclesiástica independizándola del curato de Babahoyo.

## Geografía
Limita al norte con Catarama, al sur con Barreiro , al este con Montalvo y al oeste con el Río Caracol que lo separa de Pimocha.
Sus recintos son: Pijullo, Salampe, Palo Prieto, Los cerritos, Pozuelos, Playas de Ojiva, Castrejon, Javilla, San Antonia, Manila, etc.

## Administración
La parroquia Caracol cuenta con una estructura organizacional de tipo democrática donde su máximo representante es el presidente del Gobierno Parroquial, Vicepresidente, Tesorero – Secretario y seguido de vocales principales y suplentes respectivamente.
Presidente: Víctor Manuel González Cedeño
Vicepresidenta: Maricela de Jesus Contreras Carbo. 
Secretaria- Tesorera: Nayeli Alvarez 
Vocal: Alba Abril Arreaga 
Vocal: Katherine Iza
Vocal: Mauricio Diaz